# Babes in Arms
Babes in Arms is een zwart-wit MGM musical uit 1939 met Mickey Rooney en Judy Garland. Regie was van Busby Berkeley.

## Verhaal
Door de opkomst van de film gaat het slecht met het vaudevilletheater. Om de crisis te doorstaan besluiten twee artiesten op tournee te gaan met enkele ervaren acteurs. Het zijn echter hun kinderen die het publiek op hun hand krijgen.

## Rolverdeling
| Acteur            | Personage          |
| ----------------- | ------------------ |
| Mickey Rooney     | Mickey Moran       |
| Judy Garland      | Patsy Barton       |
| June Preisser     | Rosalie Essex      |
| Charles Winninger | Joe Moran          |
| Grace Hayes       | Florie Moran       |
| Guy Kibbee        | Rechter John Black |
| Betty Jaynes      | Molly Moran        |
| Douglas McPhail   | Don Brice          |
| Henry Hull        | Harry Maddox       |
| Margaret Hamilton | Martha Steele      |
| Johnny Sheffield  | Bobs               |